# In Perfect Harmony: The Lost Album
In Perfect Harmony: The Lost Album ist ein Jazzalbum von Chet Baker und Jack Sheldon. Die 1972 in den United Audio Studios in Tustin bei Los Angeles entstandenen Aufnahmen erschienen, von dem Jazzforscher Zev Feldman und dem Filmproduzenten Frank Marshall gemeinsam produziert, im April 2024 auf dem Label Jazz Detective.

## Hintergrund
In Perfect Harmony: The Lost Album präsentiert die Zusammenarbeit zwischen den Trompetern Chet Baker und Jack Sheldon. Die Aufnahmen entstanden bei einer Studio-Session aus dem Jahr 1972. Begleitet wurden die beiden von Jack Marshall (Gitarre), Dave Frishberg (Piano), Joe Mondragon (Bass) und Nick Ceroli (Schlagzeug). Das Sextett spielte ein Repertoire, das größtenteils aus dem Great American Songbook stammt und durch eine Komposition von Sheldon und eine Ballade des mexikanischen Sängers Luis Miguel ergänzt wurde. Baker und Sheldon waren gute Freunde, und es war Sheldon, der Baker überzeugte, an dieser Aufnahmesession teilzunehmen. Auf allen Titeln ist Sheldon im linken Stereokanal singend und spielend zu hören, während Baker auf dem rechten Kanal zu hören ist.
Zum Zeitpunkt dieser Session war Bakers Trompetenspiel weit von dem kargen, warmen und stilvollen melodischen Trompetenton seiner früheren Jahre entfernt, notierte Pierre Giroux. Baker habe nicht nur mit seiner Drogensucht gekämpft, sondern war auch 1966 in eine tätliche Auseinandersetzung verwickelt gewesen, die zu einem blutigen Mund und abgebrochenen Zähnen geführt hatte und ihn nun dazu zwang, einen Zahnersatz zu tragen. Infolgedessen hatte er große Probleme beim Spielen, als er versuchte, wieder seinen Ansatz zu finden, und diese Aufnahme wäre seine erste Veröffentlichung seit diesem Ereignis gewesen.
Produzent Jack Marshall starb 1973, ohne dieses Albums veröffentlicht zu haben. Die Bänder lagerten daher weiter in seinem Archiv, bis sie von dessen Sohn Frank Marshall aufgefunden wurden. Die Liner Notes des Albums enthalten Beiträge des Kritikers Richard S. Ginell sowie der beiden Produzenten, des Filmproduzenten Frank Marshall (dem Sohn des beteiligten Gitarristen Jack Marshall) und des Jazzforrschers Zev Feldman.

## Titelliste
- Chet Baker & Jack Sheldon: In Perfect Harmony: The Lost Album (Jazz Detective DDJD-015)[2]

1. A1 This Can’t Be Love 2:12
2. A2 Just Friends 2:29
3. A3 Too Blue 4:20
4. A4 But Not for Me 3:35
5. A5 Historia de un Amor 3:06
6. A6 Once I Loved 3:46
7. B1 You Fascinate Me 3:01
8. B2 When I Fall in Love 5:05
9. B3 I Cried for You 3:32
10. B4 I’m Old Fashioned 2:31
11. B5 Evil Blues 2:04

## Rezeption
Nach Ansicht von Pierre Giroux, der das Album in All About Jazz rezensierte, sei die Dynamik zwischen Baker und Sheldon interessant, da jeder Künstler seinen einzigartigen Geschmack auf den Tisch bringe. Trotz seines Mankos würde Bakers cooles Auftreten als nettes Gegengewicht zu Sheldons Lebhaftigkeit dienen, während sie weiter an der Ausgewogenheit des Materials arbeiten, beginnend mit einer interessanten Interpretation von Antonio Carlos Jobims „Once I Loved“. Während Ceroli den Bossa-Nova-Beat hinlege, würde Baker Einblicke in sein jüngeres Ich zeigen und Sheldon die Bühne bereiten, damit dieser mit einer Reihe schneller Bewegungen eintrifft, bevor der Track verklingt. Chet Baker habe Balladen schon immer geliebt, wie seine 1956 erschienene LP Chet Baker Sings (Pacific Jazz) beweise, und so sei seine träge Interpretation von „When I Fall in Love“ keine Überraschung.